# 程雷生 (新西兰)
程雷生（1962年—），男，安徽安慶人，新西兰华人侨商。

## 生平
在國企西安化工廠（1982-1996）歷任總工程師（1990-?）至廠長（？-1996）。34歲時升任西安市經委副主任（副廳級，1996-2001），任內攻讀西安冶院博士（今西安建筑科技大学）。後移民新西蘭但尼丁並入籍，在新西蘭經營農牧。2012年8月起任新西兰（奥塔哥）中华商会第一任主席（New Zealand(Otago) Chinese Professional and Business Association），中國視之為新西蘭三大華僑領袖之一。
恢復高考後，考入浙江大學高分子化工專業（1978-1882）。現任浙江大學校友總會理事、浙江大學新西蘭校友會會長。

## 引用來源
1. 1 2 3 4  . 浙大校友. 2011年  [2020-08-21]. （原始内容存档于2020-08-21）.
2. ↑  （圖）. 华新时报. 2012-08-08  [2020-08-21]. （原始内容存档于2020-08-21）.
3. ↑  （圖）. 安庆市侨联. 2015-04-07  [2020-08-21]. （原始内容存档于2020-08-21）.